# Pak Kjonghun
Pak Kjonghun (hangul: 박경훈, handzsa: 朴景勲, RR: Park Kyung-hoon; Szöul, 1961. január 19. –) dél-koreai válogatott labdarúgó, edző.

## Pályafutása

### Klubcsapatban
1984 és 1992 között a POSCO Atoms csapatában játszott, melynek tagjaként három alkalommal (1986, 1988, 1992) nyerte meg a dél-koreai bajnokságot. Az 1993–94-es szezonban az angol Yeading FC játékosa volt.

### A válogatottban
1981 és 1990 között 93 alkalommal játszott a dél-koreai válogatottban és 1 gólt szerzett. Részt vett az 1984-es és az 1988-as Ázsia-kupán, illetve az 1986-os világbajnokságon és az 1990-es világbajnokságon és valamennyi mérkőzésen kezdőként lépett pályára. Tagja volt az 1988. évi nyári olimpiai játékokon szereplő válogatott keretének is.

### Edzőként
2004 és 2017 között a dél-koreai U17-es válogatott szövetségi edzője volt. 2010 és 2014 között a Csedzsu United csapatánál dolgozott. 2016 és 2017 között a Szongnam FC vezetőedzője volt.

## Sikerei, díjai
POSCO Atoms
- Dél-koreai bajnok (3): 1986, 1988, 1992

Dél-Korea
- Ázsia-kupa döntős (1): 1988